# Ефате
Ефате (на бислама: Efate) е остров в Тихи океан в архипелага Нови Хебриди, на 17°40′00″ ю. ш. 168°21′00″ и. д. / 17.666667° ю. ш. 168.35° и. д. с територия 900 км2. Той е третият по големина остров на Република Вануату. Тук се намира и столицата на страната – Порт Вила. Съгласно админисративното деление на страната острова се отнася към провинция Шефа.

## География
Ефате има добре изразена брегова линия, множество бистри реки с каскадни водопади, закътани заливчета и лагуни с пясъчни брегове, а склоновете на острова са покрити с гъсти тропически гори.
Една от забележителностите на остров Ефате е заливът Меле, който лежи само на 4 км северозападно от столицата Порт Вила. Обширните коралови рифове, следите от корабокрушения и причудливия подводен ландшафт правят залива Мале едно от най-красивите места на острова. Обширен воден район около Ефате е обявен за защитен и представлява резерват.
На 12 км от залива се намира знаменития каскаден водопад Мале Кескейдс, а в близост е красивият риф Готем Сити.
Сред рифовете Блек Сендс е прочут със своите пещери, тунели и прозрачни води, дом е на около 300 вида види и морски мекотели.
В близост до Ефате се намират островите Еретока, Лелепа, Мосо, Нгуна, Пеле, Какула и Емао.